# سیریل گیل
سیریل گیل (انگلیسی: Cyril Gill؛ ۲۱ آوریل ۱۹۰۲ – ۱ سپتامبر ۱۹۸۹ (aged 87)) ورزشکار دو و میدانی اهل بریتانیا بود.